# Kwoun Sun-tae
Kwoun Sun-tae (hangul: 권순태), född 11 september 1984 i Gangneung, är en sydkoreansk fotbollsmålvakt. Han spelar för Kashima Antlers i J1 League och för Sydkoreas landslag. 